# استپ کوهستانی آناتولی شرقی
استپ کوهستانی آناتولی شرقی یا سبزدشت کوهستانی آناتولی شرقی (انگلیسی: Eastern Anatolian montane steppe) یک ناحیه بوم‌شناختی دیرینه‌قطبی در بخش شرقی آناتولی است. این سبزدشت (استپ) بخشی است از زیست‌بوم چمنزارها، گرم‌دشت‌ها و درختچه‌زارهای معتدله.
سبزدشت کوهستانی آناتولی شرقی بخش از شرق ترکیه و بخش‌هایی از ارمنستان و شمال غرب ایران را دربر می‌گیرد.

## جغرافیا
این بوم‌ناحیه سرزمین کوهستانی ارمنستان را در بر می‌گیرد که فلاتی است که عمدتاً در ارتفاع ۱۵۰۰ تا ۲۵۰۰ متری قرار دارد. قله‌های آتشفشانی آرارات (۵۱۳۷ متر) و صوفان (۴۰۵۸ متر) در این فلات سر برآورده‌اند. استپ کوهستانی آناتولی شرقی بخشی از شرق ترکیه، شرق و جنوب ارمنستان، جمهوری خودمختار نخجوان، منطقه جاواختی در جنوب گرجستان و شمال‌غرب ایران را در بر می‌گیرد. ارتفاعات این بوم‌ناحیه از شمال شرقی به قفقاز کوچک، از شمال غرب به کوه‌های پونتیک و از جنوب به کوه‌های زاگرس محدود می‌شود. این فلات در شرق به سمت سرزمین پست کورا-ارس فرود می‌آید و در دره رود ارس ارتفاع این بوم‌ناحیه تا ۳۷۵ متر پایین می‌آید.